# Raków Częstochowa
Robotniczy Klub Sportowy Raków Częstochowa Spółka Akcyjna poljski je nogometni klub iz Częstochowe. Klub se trenutačno natječe u Ekstraklasi. 

## Klupski uspjesi

### Ligaški
- Ekstraklasa
  - Prvak: 2022./23.
  - Viceprvak: 2020./21., 2021./22.
- I liga
  - Prvak: 1993./94., 2018./19.
- II liga
  - Prvak: 1962., 1977./78., 1980./81., 1989./90., 2016./17.
- III liga
  - Prvak: 1936./37., 1956., 2004./05.

### Kupski
- Poljski nogometni kup
  - Osvajač: 2020./21.,[1] 2021./22.
  - Finalist: 1966./67.,[2] 2022./23.
- Poljski nogometni superkup
  - Osvajač: 2021.,[3] 2022.
  - Finalist: 2023.

## Vanjske poveznice
- Službena web-stranica